# Gonnosnò
Gonnosnò (sardisk: Gonnonnò) er en by og en kommune (comune) i provinsen Oristano i regionen Sardinien i Italien. Byen ligger i 220 meters højde og har 772 indbyggere (2016). Kommunen har et areal på 15,46 km² og grænser til kommunerne Albagiara, Ales, Baradili, Baressa, Curcuris, Genoni, Simala, Sini og Usellus.